# ويليام إتش واتسون
ويليام إتش واتسون (بالإنجليزية: William H. Watson)‏ هو عسكري أمريكي، ولد في 1808، وتوفي في 22 سبتمبر 1846.